# Rue Albanie-Regourd
La rue Albanie-Regourd (en occitan : carrièra Albania Regord) est une voie de Toulouse, chef-lieu de la région Occitanie, dans le Midi de la France.

## Situation et accès

### Description
La rue Albanie-Regourd est une voie publique. Elle se trouve dans le quartier Saint-Aubin, dans le secteur 1 - Centre. Elle naît perpendiculairement à la rue de la Colombette, au carrefour de la rue Maury, face au rond-point des Refuzniks qui se forme avec la rue Pierre-Paul-Riquet. Rectiligne, longue de 168 mètres et d'une largeur régulière de 6 mètres, elle est orientée au nord. Elle se termine au carrefour de la rue Gabriel-Péri.
La chaussée compte une voie de circulation automobile en sens unique, de la rue Gabriel-Péri vers la rue de la Colombette. Elle est définie sur toute sa longueur comme une zone 30 et la vitesse est limitée à 30 km/h. Il n'existe ni bande, ni piste cyclable, quoiqu'elle soit à double-sens cyclable sur toute sa longueur.

### Voies rencontrées
La rue Albanie-Regourd rencontre les voies suivantes, dans l'ordre des numéros croissants (« g » indique que la rue se situe à gauche, « d » à droite) :
1. Rue Maury (g)
2. Rue de la Colombette (d)
3. Rue Gabriel-Péri

## Odonymie
La rue était connue comme la petite-rue de la Colombette, puisqu'elle rencontrait la rue de ce nom. C'est le 12 avril 1947 que la municipalité de Raymond Badiou, largement issue des rangs de la Résistance, la renomma en hommage à Albanie Regourd (1894-1945). Fille d'un mineur de Carmaux (Tarn), elle naquit au lieu-dit de Ligue de Ledas. En 1944, elle fut arrêtée pour un acte de résistance isolé et déportée en Allemagne, mourut au camp de Ravensbrück. Les détails de son action, qui restent mal connus, sont conservés à Caen par la division des archives des victimes des conflits contemporains du service historique de la Défense.